# 曹啟鴻
曹啟鴻（1948年3月1日—），屏東縣林邊鄉人，中學教師出身，民主進步黨籍政治人物。現任大武山基金會董事長。曾任屏東縣縣長、立法委員、臺灣省議員、行政院農業委員會主任委員；2016年6月8日兼任國家年金改革委員會委員。

## 經歷

### 早期
曹啟鴻父親曹調和，出生於民國十二年（1923年），曾為林邊鄉鄉民代表，母親曹陳過。伯父曹調全，生於民國八年（1919年），曾是林邊鄉民代表會秘書，民國六十一年（1972年）退休；曹調水，生於民國三年（1914年），亦任鄉民代表，也是多屆永樂村村長，同時身兼鄉農會幹事。家族以鰻魚養殖而發跡。曹啟鴻早年曾擔任屏東縣立林邊國中教務主任。

### 投入地方選舉
1990年，以中學教師身分，投入政壇，曹啟鴻參與屏東縣縣議員、鄉鎮長選舉，無黨籍身份首度參選，初試啼聲結果以該選區「最高票落選」。

### 1991年國民大會代表
1991年，曹啟鴻代表民主進步黨參選國民大會代表，最終成功當選。

### 第十屆臺灣省議員
1994年，當選第十屆臺灣省議員。

#### 任內問政成績
曹擔任省議員時，曾創立「臺灣藍色東港溪保育協會」，從事水資源保護運動。

### 立法委員
1998年精省，曹啟鴻轉換跑道投入第四屆立法委員選舉，最後順利當選。2001年連任。

### 屏東縣縣長
曹啟鴻於2005年當選，並於2009年連任。

### 農委會主委
2016年3月，曹啟鴻加入蔡英文政府，任行政院農業委員會主任委員。

## 選舉紀錄
| 年度 | 選舉屆數               | 選舉區               | 所屬政黨   | 得票數  | 得票率 | 當選標記 | 備註 |
| ---- | ---------------------- | -------------------- | ---------- | ------- | ------ | -------- | ---- |
| 1991 | 第二屆國民大會代表選舉 | 屏東縣第二選舉區     | 民主進步黨 | 26,564  | 15.70% |          |      |
| 1994 | 第十屆臺灣省議員選舉   | 屏東縣選舉區         | 民主進步黨 | 80,445  | 18.93% |          |      |
| 1998 | 第四屆立法委員選舉     | 屏東縣立法委員選舉區 | 民主進步黨 | 41,431  | 10.14% |          |      |
| 2001 | 第五屆立法委員選舉     | 屏東縣立法委員選舉區 | 民主進步黨 | 43,228  | 10.55% |          |      |
| 2005 | 第十五屆屏東縣縣長選舉 | 屏東縣               | 民主進步黨 | 216,200 | 46.19% |          |      |
| 2009 | 第十六屆屏東縣縣長選舉 | 屏東縣               | 民主進步黨 | 270,402 | 59.33% |          |      |

## 爭議

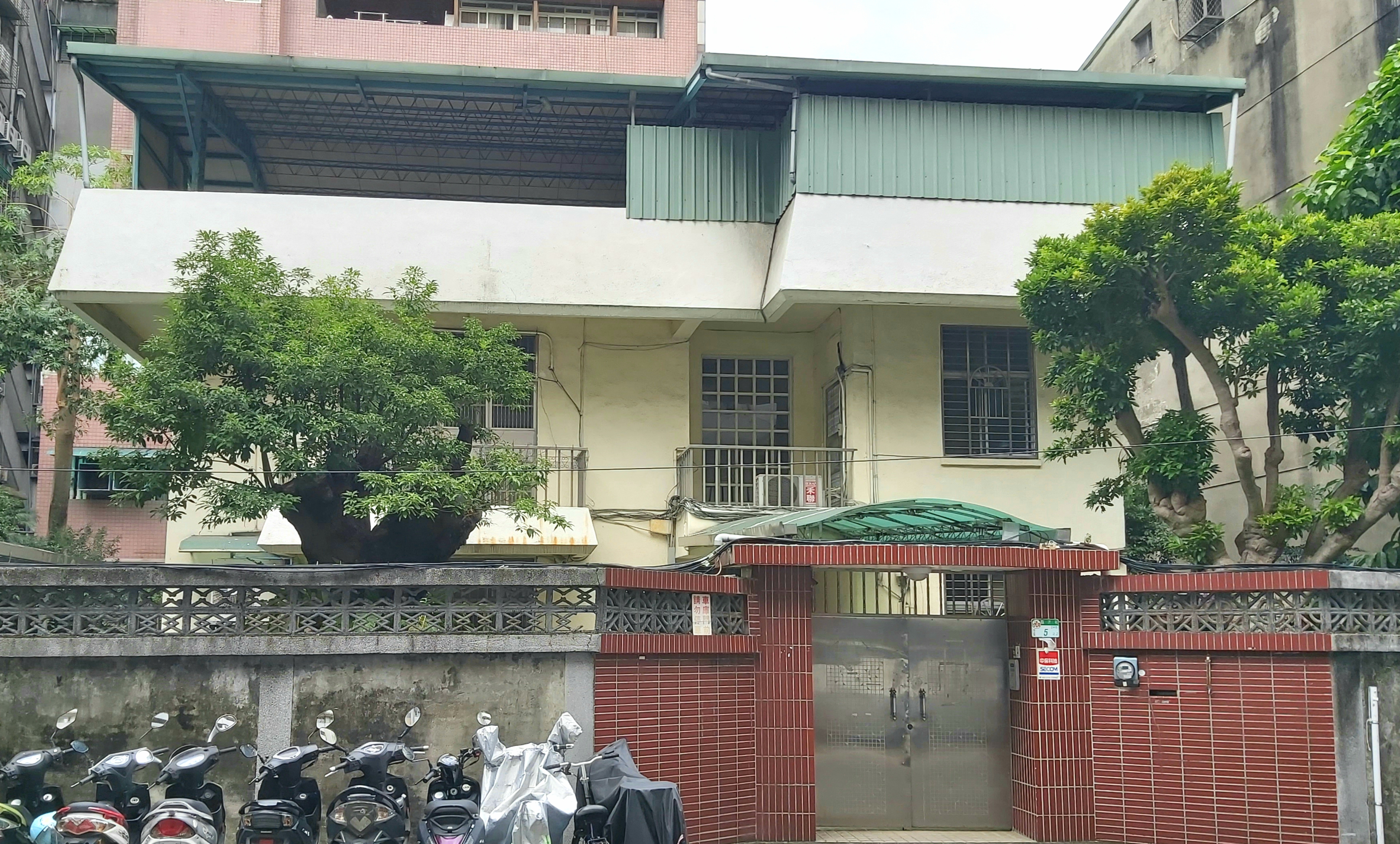
農委會主委官舍，為曹啟鴻與三名女性下屬同住爭議的事發地點

- 2014年，臺灣爆發餿水油事件，主嫌郭烈成於屏東長期經營黑心油廠，2011年起一名屏東老農五度向屏東縣政府環保局檢舉郭烈成之黑心油廠，只看到環保局來過一次、停留5分鐘，也沒抽水回去化驗，僅目測表示：「水這麼乾淨，沒問題的。」就離開，只好自己買數位相機、監視器蒐證2年，跨區向台中警方報案揭發強冠毒油案，2013年由臺中警方南下屏東偵查後報請「屏東地檢署」檢察官指揮偵辦，2014年9月1日檢警搜索郭烈成地下油廠，才揭露了郭烈成製造餿水油並販售流入市面，9月14日時任屏東縣長的曹啟鴻表示：「縣府要負責行政稽查的部分，我們確實有疏忽，我們深切檢討。」[8][9]但之後屏東縣政府又發生把衛福部食藥署要求稽查頂新的公文直接傳給頂新之事件，對於這樁嚴重洩密行為，屏東縣政府表示是「失慮」誤傳[10]，曹啟鴻更是力挺縣府員工，希望大家不要踐踏認真的公務員，並自清他不認識魏家兄弟，只是和魏應充合照一張，根本不是什麼門神。[11][12]
- 2016年4月21日，準農委會主委曹啟鴻接受《聯合報》專訪，對於民進黨政府上台後是否開放含瘦肉精美豬，曹啟鴻表示，是否開放非農委會就能決定，但「應該是這個方向」，他已在做最壞的打算，全球化下不可能永遠關起門，日韓後來也開放了，台灣是外銷導向的國家，「我們有那種能耐完全不接受嗎？」[13]但曹啟鴻過去擔任屏東縣長時批評開放美牛等於不顧人民性命，進入新內閣後卻說「美豬哪有能耐不開放」。台灣人飲食習慣食用豬肉遠大於牛肉，影響層面大，行政院長張善政表示：「最近幾年已經挺很久啦，對不對？我們一直挺一直挺，我們也有壓力，我們也是挺，誰說挺不住？我們就挺住啦。」[14]
- 2017年初，曹啟鴻於農委會主委任內被爆料與專門委員黃麗霞、簡任祕書曾美玲、專門委員林淑惠三名女性屬下共同居住主委官舍，並且共同乘坐首長座車上班引發爭議。對此，農委會解釋是「主委鑑於其目前居住首長宿舍二樓部分房間未使用，考量遠道同仁的辛苦，規劃了三間職務宿舍供長官及同仁借用」。[7]